# 東條あや
東條 あや（とうじょう あや、1988年7月11日 - ）は、日本の元声優。現在は司会者、ナレーター、パーソナリティ。福島県会津若松市出身。東京都在住。

## 略歴
2011年3月から5月にかけて開催された、萌えプリンMILKY GOLDアイドルプロジェクト
にてグランプリ受賞
し、井上みゆと主演声優ボーカルユニット『みるき〜ゴールド』を結成した。
2011年8月3日に、ユニバーサルミュージックより『ミルキーカフェへようこそ♪』にてユニット『みるき〜ゴールド』で歌手デビュー、華山雪
役で声優デビューをした。
不定期ではあるが、ニコニコ動画のニコニコ生放送で個人放送をし、ファンとの交流を楽しんでる。
現在は、本名でもある「渡辺あやか」に名前を改め、司会者、ナレーター、パーソナリティーとして活動している。
2012年には結婚したが、2016年に離婚した。
2019年に再婚し、2021年に第一子を出産した。
2017年にフロントステージに入社。広報、PRマネージャーの立場についた。
2021年にRooMooN株式会社の執行役員に就任。
2019年7月から、音声プラットフォームVoicyにおいて日本経済新聞社が開設するながら日経のパーソナリティー(金曜日担当)を務めている。

## 人物
- 声優養成所に在学中で、現役大学生だった。大学では教育学科にてメディア教育研究を専攻している。英語の教員免許習得に励み、英語弁論が特技である。
- 漢字検定準1級 、英語検定2級、秘書検定2級、サービス接遇検定2級、中国語検定4級、TOEICは755点と資格取得にも力を入れてきた。
- 普段ファンからは「姫」と呼ばれているが、ニコニコ生放送の個人放送[5]では、ダンボールを使用して宣伝告知をしファンを楽しませていることから「ダンボール芸人」などと呼ばれることもある。
- 2011年7月7日に発売された声優雑誌『VOICHA!』Vol.14で、萌えプリンプロジェクトが紹介されたが、名前を『東条あや』と表記揺れされた。[6]
- 絵を書かせると、かなりの独創的な絵を書くが、本人はそれを自覚していない。
- 尊敬する声優は、林原めぐみ、沢城みゆき、田中理恵、坂本真綾、茅原実里。

## 出演

### シングルCD
- ミルキーカフェへようこそ♪ (2011年8月3日発売)[4]

### ドラマCD
- ドラマCDシリーズ 萌えプリンアイドルプロジェクト act.1(華山雪）(2011年9月9日発売)[4]

### ネット配信番組（レギュラー）
- サンダーバードの秘密基地[7]（第1・3・4・5金曜日の22時から23時）
- 東條あやのプリンセス☆みるき〜kiss[8](7月19日で放送終了)

### ネット配信番組（不定期）
- 萌えプリン みるき〜生放送ニコニコ木曜日[9](7月28日で放送終了)
- Channel YBEAT Thursday[10](9月1日で放送終了)